# Коронач
Коронач, також голуб-коронач (Goura) — рід голубів, що містить три види, поширені в різних географічних районах. Свою назву рід отримав через чуб на голові. Представники роду є найбільшими в родині голубових.
Всі три види зовні досить схожі, але відрізняються один від одного ареалами розповсюдження. Вперше вид був описаний Джеймсом Френсісом Стівенсом в 1819 році.

## Філогенетика
Філогенетика голубів-короначів до кінця не вивчена. Було проведено кілька молекулярно-генетичних досліджень, які висловили припущення, що гривастий голуб, зубчастодзьобий голуб і три види вінценосних голубів утворюють окрему групу, бічною гілкою якої були вимерлі дронт і пустельник. Положення голубів-короначів, проте, сильно варіює залежно від даних секвенування ДНК. Іноді їх виділяють у підродину Treroninae, однак частіше їх розглядають як окрему підродину під назвою Gourinae.

## Поширення
Короначі живуть на Новій Гвінеї та деяких суміжних островах. Вони зустрічаються в лісах, пересуваючись по поверхні землі, харчуючись опалими плодами, насінням, а також равликами. Самці і самки виглядають майже однаково, проте в шлюбний період самці для самок видають протяжні звуки. Обоє батьків насиджують яйце протягом чотирьох тижнів. Пташеняті, що вилупилося, необхідні після народження близько 30 днів, щоб навчитися літати. Тривалість життя вінценосних голубів може перевищувати 20 років.

## Види
- Коронач західний (Goura cristata);
- коронач південний (Goura scheepmakeri);
- коронач північний (Goura victoria).